# Crematogaster kirbii
Crematogaster kirbii is een mierensoort uit de onderfamilie van de Myrmicinae. De wetenschappelijke naam van de soort is voor het eerst geldig gepubliceerd in 1835 door Sykes.